# Wan Okasi
Stichting Wan Okasi (Sranan voor Een Kans/Gelegenheid) is een Surinaamse belangenorganisatie voor gehandicapte mensen. Wan Okasi ijvert via de overheid, maatschappelijke organisaties en de media voor de verbetering van de achterstandspositie.
De organisatie werd op 20 november 2011 opgericht voor ruim 43 duizend mensen. Ze vertegenwoordigt echter niet alle gehandicapten in Suriname. In 2019 zette ze een bedrijf op met vervoer op maat. Ook houdt ze zich bezig met de verdeling van verschillende soorten hulpmiddelen en lobbyt ze voor tijdige en toerijkende betaling van uitkeringen. In de eerste tien jaar van haar bestaan behoorde onder meer de ratificatie door Suriname van het VN-verdrag inzake de rechten van personen met een handicap tot de successen. De ratificatie vond plaats op 29 maart 2017.